# Sean Couturier
Sean Gerald Couturier (Phoenix, 7 de dezembro de 1992) é um canadense jogador profissional de hóquei no gelo e capitão do Philadelphia Flyers da National Hockey League (NHL). Ele foi selecionado pelo Flyers como a oitava escolha geral no Draft da NHL de 2011.
Ele foi o vencedor do Troféu Frank J. Selke em 2020, prêmio concedido ao melhor jogador defensivo da NHL.
Ele representa o Canadá em torneios internacionais com três participações no Campeonato Mundial de Hóquei no Gelo.

## Primeiros anos
Couturier nasceu em 7 de dezembro de 1992, em Phoenix, Arizona. Sua família era canadense, mas morava na região na época porque seu pai, Sylvain Couturier, jogava na extinta International Hockey League pelos Phoenix Roadrunners. Quando Sylvain se aposentou do hóquei profissional em 2001, os Couturiers se mudaram para Bathurst, New Brunswick, onde Sean frequentou escolas em francês e inglês. Como seu pai estava frequentemente ocupado, atuando como treinador de hóquei e, mais tarde, como gerente geral do Acadie-Bathurst Titan, Couturier se aproximou de sua avó paterna, Denise, que se mudou com a família após a morte do marido.
Embora também tenha jogado beisebol e basquete no ensino médio, o hóquei começou a ser o principal foco de Couturier.

## Carreira de jogador

### Amador
O Drummondville Voltigeurs da Quebec Major Junior Hockey League (QMJHL) selecionou Couturier aos 15 anos como a segunda escolha geral no Draft da QMJHL de 2008. Em 58 jogos de novato, ele marcou nove gols e 22 assistências, totalizando 31 pontos. Enquanto isso, Drummondville terminou a temporada regular no topo da QMJHL com 112 pontos e conquistaram sua primeira Copa dos Presidentes, prêmio concedido ao campeão do torneio da QMJHL, e garantiram a classificação automática para a Memorial Cup da Canadian Hockey League (CHL). Drummondville foi eliminada na semifinal com uma derrota por 3–2 na prorrogação para os Windsor Spitfires da Ontario Hockey League (OHL).
A temporada de 2009–10 da QMJHL se revelou um grande sucesso para Couturier, que marcou 41 gols e 55 assistências em 68 jogos com Drummondville. Foi a primeira vez que um jogador de 17 anos liderou a liga em pontos desde Sidney Crosby na temporada de 2004–05. Couturier foi homenageado por seu desempenho com o Troféu Jean Béliveau, concedido anualmente ao maior artilheiro da QMJHL.
Couturier perdeu 10 jogos no início da temporada de 2010–11 após contrair mononucleose. Mesmo depois de retornar ao gelo, ele continuou a experimentar episódios de fadiga que se estenderam ao longo da temporada e até o início de sua carreira na NHL. Ele conseguiu superar o atraso no início da temporada, marcando 20 gols nos últimos 21 jogos da temporada regular, igualando seu número de pontos da temporada anterior. No final da temporada, a QMJHL premiou Couturier com o Troféu Michael Bossy, concedido ao melhor prospecto da liga, e o Troféu Michel Brière Memorial, concedido ao MVP da liga.

### Philadelphia Flyers

#### 2011–2014

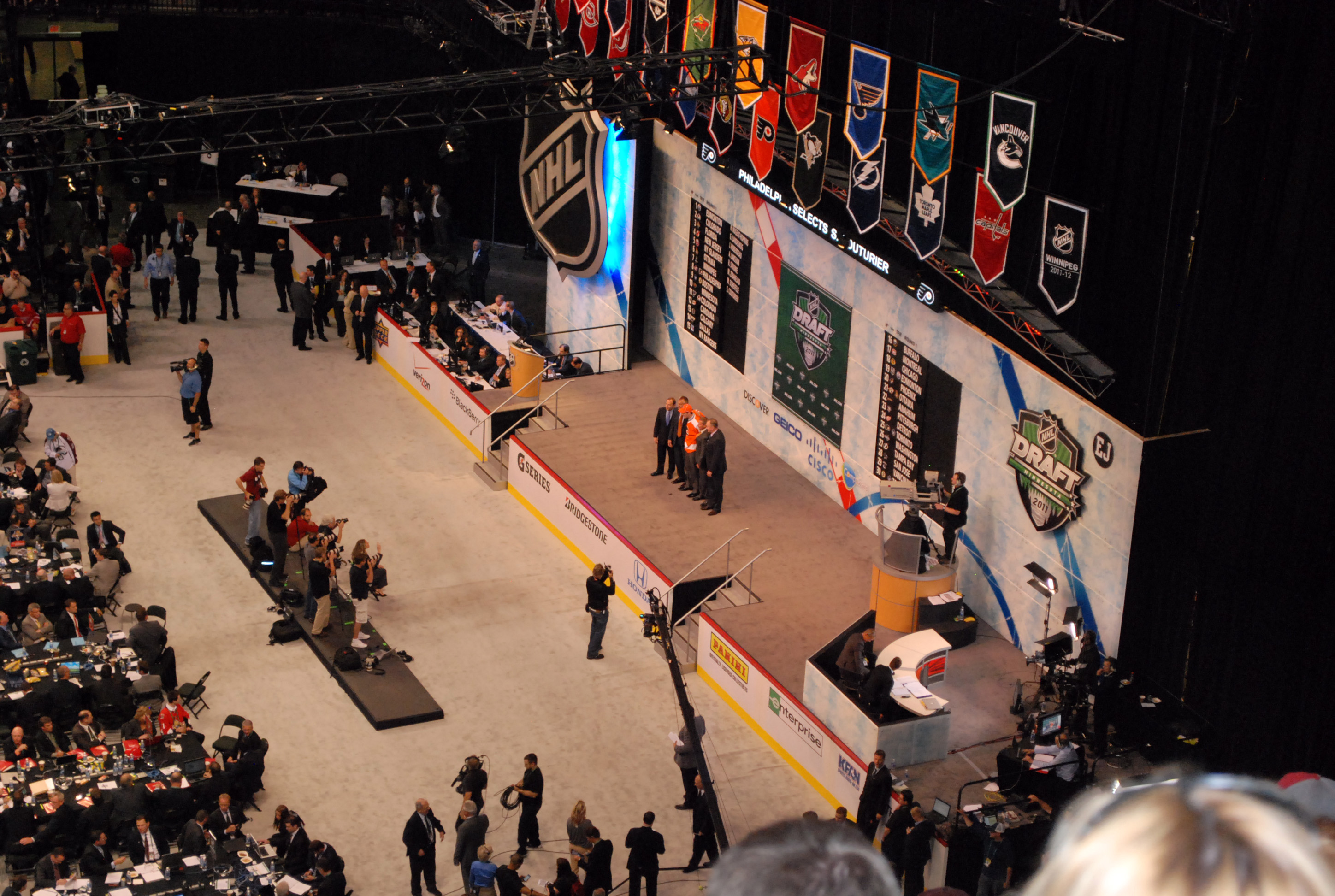
Couturier no palco após ser selecionado pelos Flyers no Draft da NHL de 2011

Indo para o Draft da NHL de 2011, o Centro de Olheiros na NHL classificou Couturier como o sexto maior prospecto entre todos os atacantes norte-americanos elegíveis. O Philadelphia Flyers o selecionaram na oitava escolha geral no draft, usando uma escolha extra que haviam adquirido em um acordo com o Columbus Blue Jackets. Em setembro, Couturier assinou um contrato de três anos com os Flyers. De acordo com as regras do seu contrato, Couturier poderia jogar os primeiros 10 jogos da temporada dos Flyers, após os quais a equipe teria que mover outro jogador do elenco de 50 jogadores ou envia-lo de volta para o hóquei júnior. Devido à sua idade, ele não era elegível para jogar na American Hockey League (AHL). Couturier impressionou os Flyers nos treinamentos, e depois que o Montreal Canadiens contratou Blair Betts, uma posição se abriu no elenco de 50 jogadores, caso eles quisessem mantê-lo até o final da temporada.
Em 6 de outubro de 2011, Couturier fez sua estreia na NHL em uma vitória de 2–1 sobre o Boston Bruins. Ele marcou seu primeiro gol pelos Flyers em 19 de outubro, nos minutos finais de uma vitória de 7–2 sobre o Ottawa Senators. A habilidade defensiva de Couturier surgiu durante seus primeiros jogos, com uma força particular no jogo de penalidades, e ele permaneceu na equipe mesmo após o "período de teste" de 10 jogos. Durante os playoffs de 2012, Couturier foi principalmente encarregado de desacelerar Evgeni Malkin na série contra o Pittsburgh Penguins. Em 13 de abril de 2012, durante o segundo jogo da série, Couturier e Claude Giroux marcaram hat-tricks, levando os Flyers a uma vitória de 8–5. Couturier, aos 19 anos, foi o primeiro jogador adolescente a marcar um hat-trick nos playoffs da NHL desde Ted Kennedy em 1945. Os Flyers acabaram caindo para o New Jersey Devils nas Semifinais da Conferência Leste depois que Giroux foi suspenso. Couturier terminou sua temporada de novato com 27 pontos em 77 jogos da temporada regular e mais quatro pontos nos playoffs.

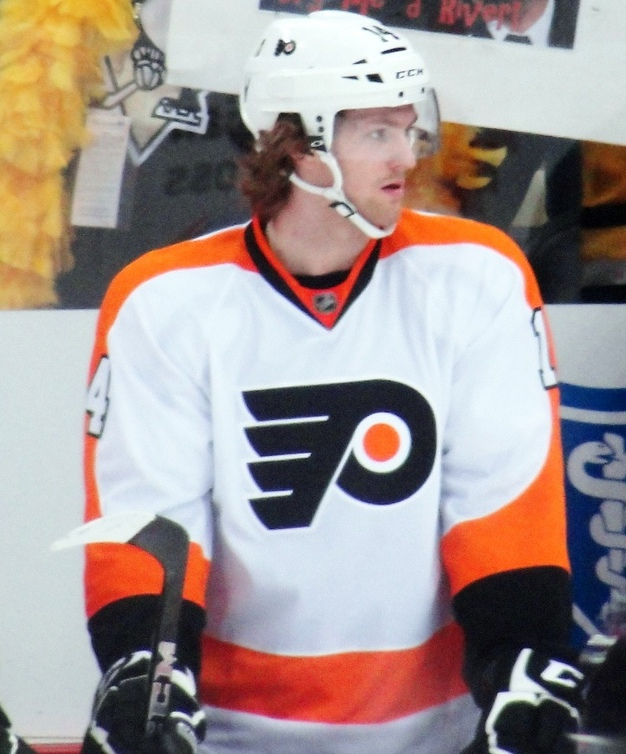
Couturier durante os playoffs de 2012

A segunda temporada de Couturier com os Flyers foi atrasada devido a greve da NHL de 2012–13, enquanto proprietários e a Associação de Jogadores da NHL discutiam um novo acordo coletivo de trabalho. Apesar da pausa da NHL, a AHL iniciou sua temporada de 2012–13 no prazo, e Couturier jogou pelo Adirondack Phantoms, afiliado da AHL dos Flyers. Em 31 jogos com os Phantoms, Couturier marcou 10 gols e 18 assistências. Quando a temporada da NHL recomeçou, foi reduzida para 48 jogos na temporada regular. Os Flyers começaram mal, com 2 vitórias e 6 derrotas nos primeiros oito jogos do ano. Eles não conseguiram se recuperar durante a temporada, terminando com um recorde de 23–22–3 e ficando de fora dos playoffs. Muitos dos problemas da equipe foram atribuídos a movimentações no elenco durante a off-season, com a perda dos agentes livres Jaromír Jágr e Matt Carle, além da ausência de um goleiro reserva confiável para Ilya Bryzgalov. Couturier caiu da terceira posição entre os artilheiros da equipe para a nona e ganhou apenas 43,5% dos face-offs. Ele caiu para quatro gols e 15 pontos em 46 jogos.
Em 20 de julho de 2013, os Flyers assinaram uma extensão de contrato de dois anos e US$3,5 milhões com Couturier. O treinador dos Flyers, Peter Laviolette, foi abruptamente demitido três jogos após o início da temporada de 2013–14. O substituto de Laviolette, Craig Berube, aumentou o tempo de gelo de Couturier ao longo da temporada, dizendo aos repórteres: "Eu gosto de manter os atacantes com menos de 20 minutos em um jogo como regra, mas sempre fiz exceções." Quando os Flyers adquiriram Steve Downie do Colorado Avalanche no outono, ele foi colocado na terceira linha para atuar ao lado de Couturier. Ele viu uma melhoria quase imediata após ser pareado com Downie; a linha marcou um total combinado de 25 pontos em um intervalo de 10 jogos, e Couturier disse ao The Philadelphia Inquirer que Downie foi "uma grande parte do sucesso de nossa linha". No final da temporada, Couturier alcançou um recorde pessoal de 39 pontos, incluindo 13 gols. Os Flyers participaram dos playoffs de 2014, mas foram eliminados pelo New York Rangers na primeira rodada.

#### 2014–2018

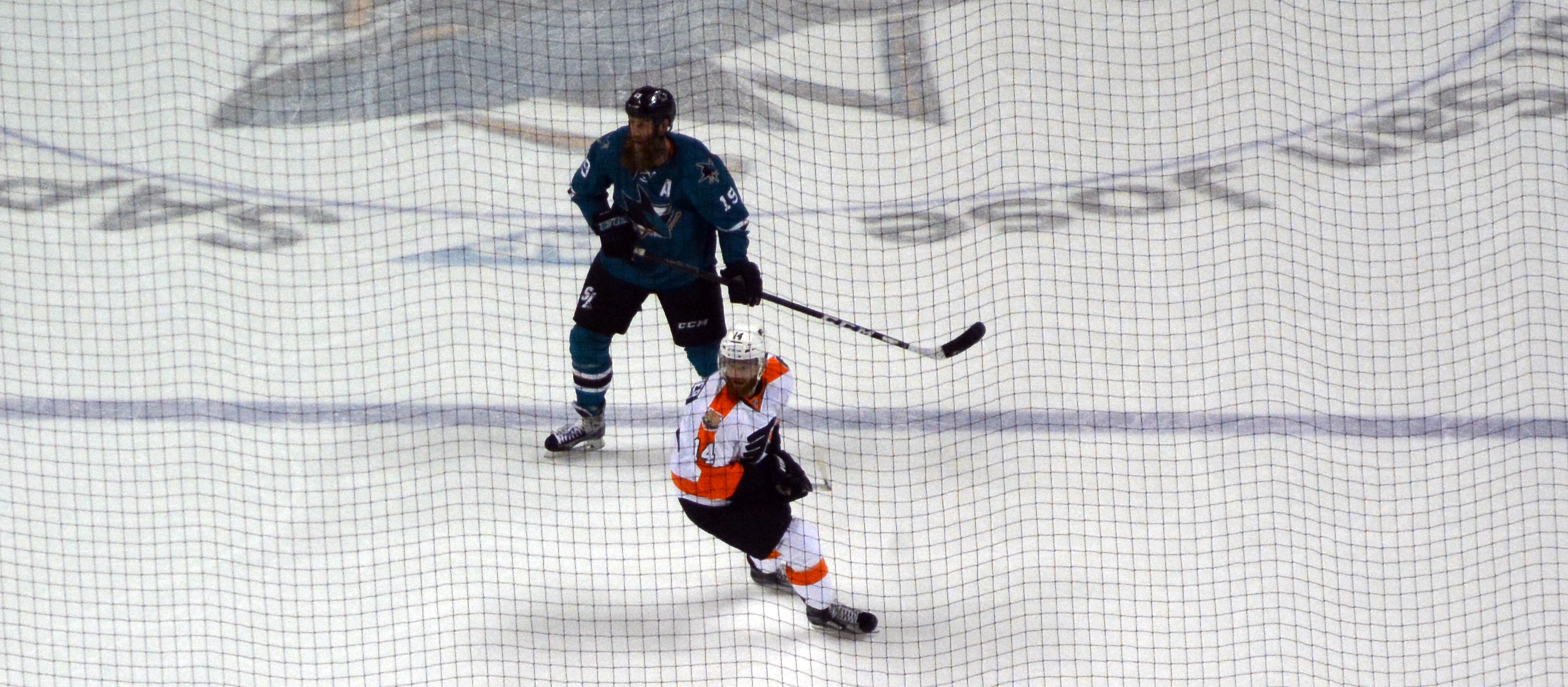
Couturier em jogo contra o San Jose Sharks em 2016

Durante a temporada de 2014–15, Couturier, frustrado com sua reputação como jogador primariamente defensivo, quebrou uma sequência de 10 jogos sem gols em dezembro, com uma sequência de três gols e sete pontos em um período de seis jogos. Ele jogou em todos os 82 jogos pelos Flyers naquela temporada, construindo sua sequência para 198 jogos consecutivos, e terminou a temporada com um recorde pessoal de 15 gols e 22 assistências, totalizando 37 pontos. Em 28 de julho de 2015, um ano antes de Couturier se tornar um agente livre restrito, os Flyers assinaram com ele uma extensão de contrato de seis anos e US$26 milhões. Com apenas 22 anos na época da extensão, Couturier foi considerado uma peça central no plano de reconstrução dos Flyers, complementando o novo capitão Claude Giroux.
Em 21 de outubro de 2015, logo no início da temporada de 2015–16, Couturier levou um golpe e foi diagnosticado com uma concussão, perdendo uma sequência de jogos até o início de novembro. Ele voltou ao time em 5 de novembro e continuou a mostrar sua habilidade defensiva pelos Flyers, mas teve dificuldades para produzir ofensivamente. Ele se recuperou em meados de dezembro, marcando seis gols e oito assistências entre 15 de dezembro e 21 de janeiro, antes de sua temporada ser prejudicada novamente por uma lesão. No Jogo 1 de uma série dos playoffs contra o Washington Capitals, Couturier levou um golpe de Alexander Ovechkin e deixou o jogo cedo. Ele foi posteriormente diagnosticado com uma entorse da articulação acromioclavicular, o que o deixaria de fora durante o restante da série de playoffs contra os Capitals. Os Capitals acabaram vencendo a série em seis jogos. Apesar de ter perdido 19 jogos na temporada de 2015–16, Couturier continuou a melhorar sua pontuação, alcançando 11 gols e 28 assistências nos 63 jogos em que participou.
Durante a temporada de 2016–17, Couturier sofreu outra lesão significativa no início da temporada. Em 22 de novembro de 2016, durante um jogo contra o Florida Panthers, ele sofreu uma entorse do ligamento colateral medial (MCL) no joelho esquerdo. Ele começou a patinar novamente em dezembro, mas não conseguiu retornar ao time até após o intervalo de Natal. Quando voltou, Couturier sentiu que não estava desempenhando bem e estava frustrado com sua produção defensiva e ofensiva. No entanto, ele encontrou seu ritmo e teve cinco gols e 12 assistências entre 4 de março e 9 de abril. Ele terminou o ano com 14 gols e 20 assistências em 66 jogos. Embora os Flyers não tenham chegado aos playoffs em 2017, o treinador Dave Hakstol ficou impressionado com a linha Couturier e Brayden Schenn, Dale Weise e pretendia manter o trio junto no ano seguinte.
No entanto, ao iniciar a temporada de 2017–18, Hakstol colocou Couturier na linha principal com Jakub Voráček e Claude Giroux, sendo que Giroux foi deslocado para a ala após uma produção decepcionante no ano anterior. A nova linha ajudou Couturier a encontrar a capacidade ofensiva que o havia escapado nas temporadas anteriores. Nos primeiros 19 jogos do ano, ele marcou 11 gols e 10 assistências enquanto jogava com Giroux e Voráček. Em 20 de março de 2018, ao jogar contra o Detroit Red Wings, Couturier marcou seu 100º gol na NHL, tornando-se o sétimo jogador da classe de 2011 a alcançar esse marco. No final da temporada regular, Couturier recebeu três prêmios organizacionais dos Flyers: o Troféu Pelle Lindbergh de jogador que mais melhorou, o Prêmio Yanick Dupre de "Cara Legal", por "caráter, dignidade e respeito pelo esporte tanto dentro quanto fora do gelo", e o Prêmio Gene Hart, dado ao "jogador que demonstra mais 'Coração'". Ele jogou todos os 82 jogos da temporada regular pelos Flyers, dobrando seu recorde pessoal de gols com 31 e marcando um total de 76 pontos. A performance de Couturier na temporada o tornou um finalista para o Troféu Frank J. Selke de melhor atacante defensivo da NHL, sendo o primeiro jogador dos Flyers a ser nomeado como finalista do Selke desde Mike Richards em 2009. O prêmio acabou indo para Anže Kopitar dos Los Angeles Kings.
Durante um treino da equipe antes do Jogo 4 dos playoffs de 2018, Couturier colidiu com um companheiro e precisou ser ajudado a sair do gelo. Após perder o Jogo 4, Couturier marcou o gol da vitória no final dos dois minutos do Jogo 5, impedindo a eliminação dos Flyers pelo Pittsburgh Penguins. Ele marcou seu segundo hat trick na carreira no Jogo 6, mas os Penguins venceram por 8–5 e os Flyers foram eliminados dos playoffs. Couturier revelou após o jogo de eliminação que a colisão havia rasgado o LCM em seu joelho direito e que, se a lesão tivesse ocorrido durante a temporada regular, ele teria ficado afastado por quatro semanas. No entanto, ele optou por jogar com a lesão para terminar a série de playoffs.

#### 2018–Presente

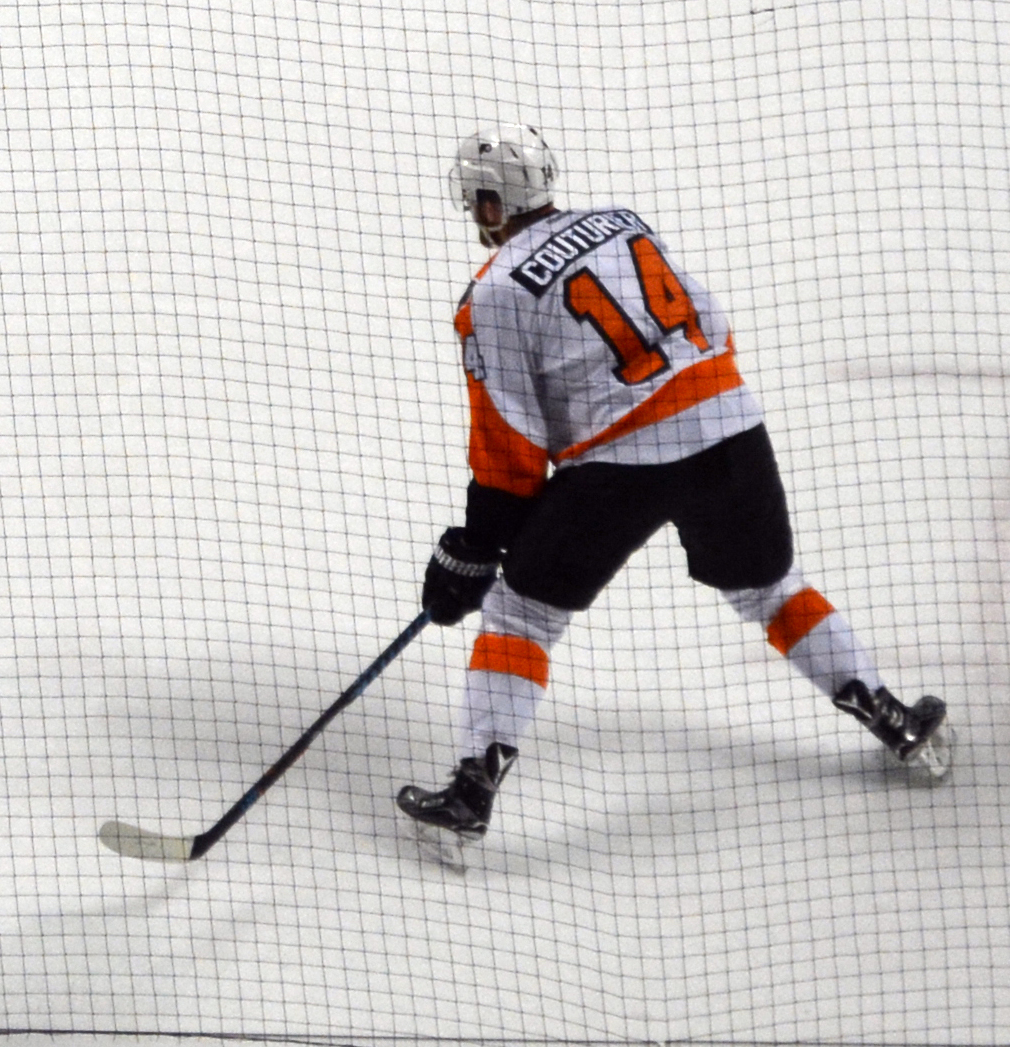
Couturier com os Flyers em 2016

Após sofrer uma lesão no joelho em um torneio beneficente naquele agosto, não relacionada à lesão no LCM que havia sofrido anteriormente, Couturier precisou perder uma parte do treinamento e da pré-temporada dos Flyers de 2018, mas esperava-se que retornasse a tempo do início da temporada regular. Em 9 de outubro de 2018, os Flyers anunciaram que Couturier seria o capitão alternativo em todos os jogos em casa durante a temporada de 2018–19. Couturier teve um início lento na temporada, marcando apenas três gols em seus primeiros nove jogos. Após a demissão repentina do treinador Dave Hakstol, o técnico interino Scott Gordon deslocou Giroux de volta para o centro, colocando Couturier com Voráček e rotacionando o terceiro membro da linha. Em 16 de janeiro de 2019, em uma vitória por 4–3 sobre o Boston Bruins, Couturier marcou seu primeiro hat trick na temporada regular. Vindo no jogo seguinte a um esforço semelhante de James van Riemsdyk, foi a primeira vez que os Flyers tiveram hat tricks em jogos consecutivos desde 2003. A produção constante de Couturier continuou até o final da temporada; no final de março, ele havia passado de 30 gols e 40 assistências por duas temporadas consecutivas. Ele terminou a temporada com 33 gols e 43 assistências em 80 jogos e, ao final da temporada, recebeu o Troféu Bobby Clarke como o MVP dos Flyers, conforme votado por jornalistas esportivos e locutores.
Couturier começou a temporada de 2019–20 como um dos três capitães alternativos dos Flyers. Após notar que colocar jogadores em dificuldade em uma linha com Couturier resultava em uma melhora, o novo treinador dos Flyers, Alain Vigneault, começou a se referir ao jogador como "Dr. Coots". Quando a temporada da NHL foi suspensa indefinidamente devido à pandemia de COVID-19, Couturier havia marcado 22 gols e 59 pontos. Quando a NHL retomou os playoffs da Stanley Cup de 2020 em Toronto, Couturier foi um dos 31 jogadores dos Flyers selecionados para jogar na "bolha". Ele não marcou nenhum ponto nos primeiros 10 jogos dos playoffs, primeiro contra o Montreal Canadiens e depois contra o New York Islanders, antes de marcar no Jogo 2 das semifinais da Conferência Leste. Couturier perdeu o Jogo 6 após torcer o LCM em uma colisão com Mathew Barzal, mas retornou para a derrota por eliminação no Jogo 7.
Apesar da eliminação nos playoffs, Couturier venceu o Troféu Frank J. Selke em 11 de setembro de 2020. Ele foi apenas o terceiro jogador dos Flyers na história da franquia a receber o prêmio, seguindo Bobby Clarke em 1983 e Dave Poulin em 1987.
Durante a temporada de 2020–21, Couturier foi nomeado capitão alternativo permanente dos Flyers. Em 15 de janeiro, Couturier saiu do segundo jogo da temporada após apenas 45 segundos em gelo. Mais tarde, foi revelado que ele havia sofrido uma separação costocondral, na qual uma das costelas se rasgou do cartilagem anexada. Ele retornou à equipe em 7 de fevereiro, marcando dois gols e uma assistência no terceiro período de uma vitória por 7–4 contra o Washington Capitals. Pouco depois de retornar de sua lesão, Couturier foi solicitado a empurrar os Flyers para frente quando seis de seus atacantes foram colocados em protocolos de COVID-19. Juntos, o trio Couturier, James van Riemsdyk e Joel Farabee marcou cinco gols e 11 pontos em um período de três jogos. Ele perdeu outra sequência de jogos em março devido a uma lesão na parte inferior do corpo, que uma ressonância magnética revelou ser causada por uma lesão anterior no quadril. Couturier acabou jogando em 45 dos 56 jogos da temporada reduzida, marcando 18 gols e 41 pontos.
Em 26 de agosto de 2021, Couturier e os Flyers concordaram com uma extensão de contrato de oito anos e US$62 milhões, que entraria em vigor durante a temporada de 2022–23. Couturier sofreu uma série de lesões menores durante a primeira metade da temporada de 2021–22 – ele foi atingido no rosto por um disco em 5 de dezembro contra o Tampa Bay Lightning e, cinco dias depois, precisou de pontos na mão após ser cortado com uma lâmina de patins durante um jogo contra o Vegas Golden Knights. Em 31 de dezembro, o gerente geral Chuck Fletcher colocou Couturier na lista de lesionados com uma lesão na parte superior do corpo. Em 11 de fevereiro de 2022, os Flyers anunciaram que ele havia passado por uma cirurgia nas costas e que ele perderia o restante da temporada de 2021–22. Fletcher informou aos repórteres que as costas de Couturier começaram a incomodar no início da temporada e que opções não cirúrgicas não resolveram o problema. Na época do anúncio, Couturier havia marcado seis gols e 17 pontos em 29 jogos pelos Flyers.
Couturier ficou de fora de toda a temporada de 2022–23 devido à cirurgia nas costas. Em 14 de fevereiro de 2024, foi nomeado o 20º capitão da história dos Flyers.

## Carreira na seleção
A carreira internacional de Couturier começou em 2011, quando ele se tornou o único jogador com menos de 18 anos a ser nomeado para a Seleção Canadense no Campeonato Mundial Sub-20. Embora tenha apresentado um desempenho sólido, marcando três pontos em sete jogos, Couturier foi em grande parte ofuscado por outros prospectos. O Canadá conquistou a medalha de prata no campeonato, perdendo para a Rússia na final.
Couturier recebeu sua primeira convocação para o Campeonato Mundial de Hóquei no Gelo em 2015, onde marcou três gols e quatro assistências em 10 jogos do torneio e ajudou o Canadá a conquistar a medalha de ouro.
Couturier foi um dos cinco jogadores dos Flyers convocados para a Seleção Canadense no Campeonato Mundial de 2017. Lá, Couturier desempenhou um papel crucial na vitória da semifinal contra a Rússia. Com o Canadá perdendo por 2–0 no início do terceiro período, Couturier completou a virada por 4–2. O Canadá conquistou a prata no torneio, após uma derrota na disputa de pênaltis para a Suécia na final.
Couturier e seu companheiro de equipe dos Flyers, Carter Hart, conheceram seu novo técnico, Alain Vigneault, quando ele treinou a Seleção Canadense no Campeonato Mundial de 2019. Couturier marcou um gol e três assistências. O Canadá levou para casa a medalha de prata, após perder por 3–1 para a Finlândia na final.

## Perfil do jogador
Durante a primeira parte de sua carreira na NHL, Couturier era mais valorizado pelos Flyers por suas habilidades defensivas do que por sua produção de pontos. Sua reputação como atacante defensivo começou na estreia nos playoffs de 2012, quando seu foco principal era marcar Evgeni Malkin. A capacidade ofensiva de Couturier só se destacou verdadeiramente na temporada de 2017–18, quando foi colocado na linha principal ao lado de Claude Giroux e Jakub Voráček. Desde então, ele tem sido um marcador constante para os Flyers, particularmente em jogadas de igual número, e liderou todos os atacantes dos Flyers em média de minutos jogados por jogo desde 2017. O tempo médio de gelo de Couturier caiu abaixo de 20 minutos na temporada de 2019–20, já que o novo técnico Alain Vigneault enfatizou não sobrecarregar os principais marcadores dos Flyers, mas ele continuou a registrar mais de 2 pontos a cada 60 minutos de jogo.

## Vida pessoal
Couturier recebeu o nome de Sean Whyte, o primeiro colega de quarto profissional de hóquei do seu pai. Ele recebeu o nome do meio "Gerald" em homenagem a seu avô Gerald Couturier, um policial de Quebec que faleceu alguns anos antes do nascimento de Couturier. Como nasceu nos Estados Unidos de pais canadenses, Couturier possui dupla cidadania dos Estados Unidos e Canadá.
Couturier e sua esposa se casaram em junho de 2019. Em 2020, eles compraram uma casa em Haddonfield, New Jersey, para quando a esposa de Couturier conseguir obter seu green card. Couturier e sua esposa têm um filho.

## Estatísticas de carreira

### Temporada regular e playoffs
| 2011–12 | Philadelphia Flyers | NHL    | 77  | 13  | 14  | 27  | 14  | 11 | 3  | 1  | 4  | 2  |
| 2012–13 | Adirondack Phantoms | AHL    | 31  | 10  | 18  | 28  | 16  | —  | —  | —  | —  | —  |
| 2012–13 | Philadelphia Flyers | NHL    | 46  | 4   | 11  | 15  | 10  | —  | —  | —  | —  | —  |
| 2013–14 | Philadelphia Flyers | NHL    | 82  | 13  | 26  | 39  | 45  | 7  | 0  | 0  | 0  | 6  |
| 2014–15 | Philadelphia Flyers | NHL    | 82  | 15  | 22  | 37  | 28  | —  | —  | —  | —  | —  |
| 2015–16 | Philadelphia Flyers | NHL    | 63  | 11  | 28  | 39  | 30  | 1  | 0  | 0  | 0  | 0  |
| 2016–17 | Philadelphia Flyers | NHL    | 66  | 14  | 20  | 34  | 33  | —  | —  | —  | —  | —  |
| 2017–18 | Philadelphia Flyers | NHL    | 82  | 31  | 45  | 76  | 31  | 5  | 5  | 4  | 9  | 2  |
| 2018–19 | Philadelphia Flyers | NHL    | 80  | 33  | 43  | 76  | 34  | —  | —  | —  | —  | —  |
| 2019–20 | Philadelphia Flyers | NHL    | 69  | 22  | 37  | 59  | 30  | 15 | 2  | 7  | 9  | 16 |
| 2020–21 | Philadelphia Flyers | NHL    | 45  | 18  | 23  | 41  | 8   | —  | —  | —  | —  | —  |
| 2021–22 | Philadelphia Flyers | NHL    | 29  | 6   | 11  | 17  | 14  | —  | —  | —  | —  | —  |
| 2023–24 | Philadelphia Flyers | NHL    | 74  | 11  | 27  | 38  | 29  | —  | —  | —  | —  | —  |
| Totais  | Totais              | Totais | 826 | 201 | 325 | 526 | 322 | 39 | 10 | 12 | 22 | 26 |